# Leonardo Medina
Leonardo Andrés Medina Gutiérrez (Montevideo, 30 maggio 1977) è un ex calciatore uruguaiano, di ruolo attaccante.